# Cophixalus desticans
Espèce
Cophixalus desticans est une espèce d'amphibiens de la famille des Microhylidae.

## Répartition
Cette espèce est endémique de la province de Baie Milne en Papouasie-Nouvelle-Guinée. Elle n'est connue que dans la pointe Sud-Est de l'île et sur l'île Normanby, dans l'archipel d'Entrecasteaux.

## Publication originale
- Kraus & Allison, 2009 : New species of Cophixalus (Anura: Microhylidae) from Papua New Guinea. Zootaxa, no 2128, p. 1-38 (introduction).